# Sitios australianos de presidios
Los "Sitios australianos de presidios" son un conjunto de 11 sitios penales construidos originalmente por el Imperio Británico durante los siglos XVIII y XIX en las fértiles franjas costeras australianas de Sídney, Tasmania, Isla Norfolk y Fremantle que la Unesco incluyó en la lista de Patrimonio de la Humanidad en 2010. Constituyen:

[...] los mejores ejemplos subsistentes del fenómeno de la deportación masiva de delincuentes y de la expansión de las potencias coloniales europeas mediante la explotación de mano de obra reclusa.

Todos estos conjuntos estaban individualmente inscritos en la Lista Australiana de Patrimonio Nacional antes de que fuesen declarados Patrimonio de la Humanidad.

## Sitios incluidos
Los 11 sitios de presidios incluidos son:
| Código   | Nombre                                       | Zona                 | Extensión                                                  | Coordenadas                                   |
| -------- | -------------------------------------------- | -------------------- | ---------------------------------------------------------- | --------------------------------------------- |
| 1306-00  | Área histórica de Kingston y Arthur's Vale   | Isla Norfolk         | Zona de protección: 225 ha.                                | 29°03′12″S 167°57′31″E / -29.05333, 167.95861 |
| 1306-001 | Antigua Casa de Gobierno en Parramatta       | Nueva Gales del Sur  | Zona de protección: 37,25 ha. Zona de respeto: 29,03 ha.   | 33°48′35″S 150°59′45″E / -33.80972, 150.99583 |
| 1306-002 | Cuarteles de Hyde Park                       | Nueva Gales del Sur  | Zona de protección: 0,5 ha.                                | 33°52′10″S 151°12′45″E / -33.86944, 151.21250 |
| 1306-003 | Fincas de Brickendon y Woolmers              | Tasmania             | Zona de protección: 233,52 ha. Zona de respeto: 322,08 ha. | 41°37′30″S 147°8′30″E / -41.62500, 147.14167  |
| 1306-004 | Centro de libertad condicional de Darlington | Tasmania             | Zona de protección: 361 ha. Zona de respeto: 1968,28 ha.   | 42°34′54″S 148°4′12″E / -42.58167, 148.07000  |
| 1306-005 | Old Great North Road                         | Nueva Gales del Sur  | Zona de protección: 258,64 ha.                             | 33°22′42″S 150°59′40″E / -33.37833, 150.99444 |
| 1306-006 | Prisión femenina de Cascades                 | Tasmania             | Zona de protección: 0,6 ha. Zona de respeto: 7,09 ha.      | 42°53′37″S 147°17′57″E / -42.89361, 147.29917 |
| 1306-007 | Sitio histórico de Port Arthur               | Tasmania             | Zona de protección: 146 ha. Zona de respeto: 1216,51 ha.   | 43°8′52″S 147°51′5″E / -43.14778, 147.85139   |
| 1306-008 | Sitio histórico de las Minas de Carbón       | Tasmania             | Zona de protección: 214 ha. Zona de respeto: 138,47 ha.    | 42°59′1″S 147°42′59″E / -42.98361, 147.71639  |
| 1306-009 | Sitio de presidio de la Isla Cockatoo        | Nueva Gales del Sur  | Zona de protección: 20 ha. Zona de respeto: 47,22 ha.      | 33°50′51″S 151°10′19″E / -33.84750, 151.17194 |
| 1306-010 | Prisión de Fremantle                         | Australia Occidental |                                                            | 32°03′18″S 115°45′13″E / -32.05500, 115.75361 |

## Galería

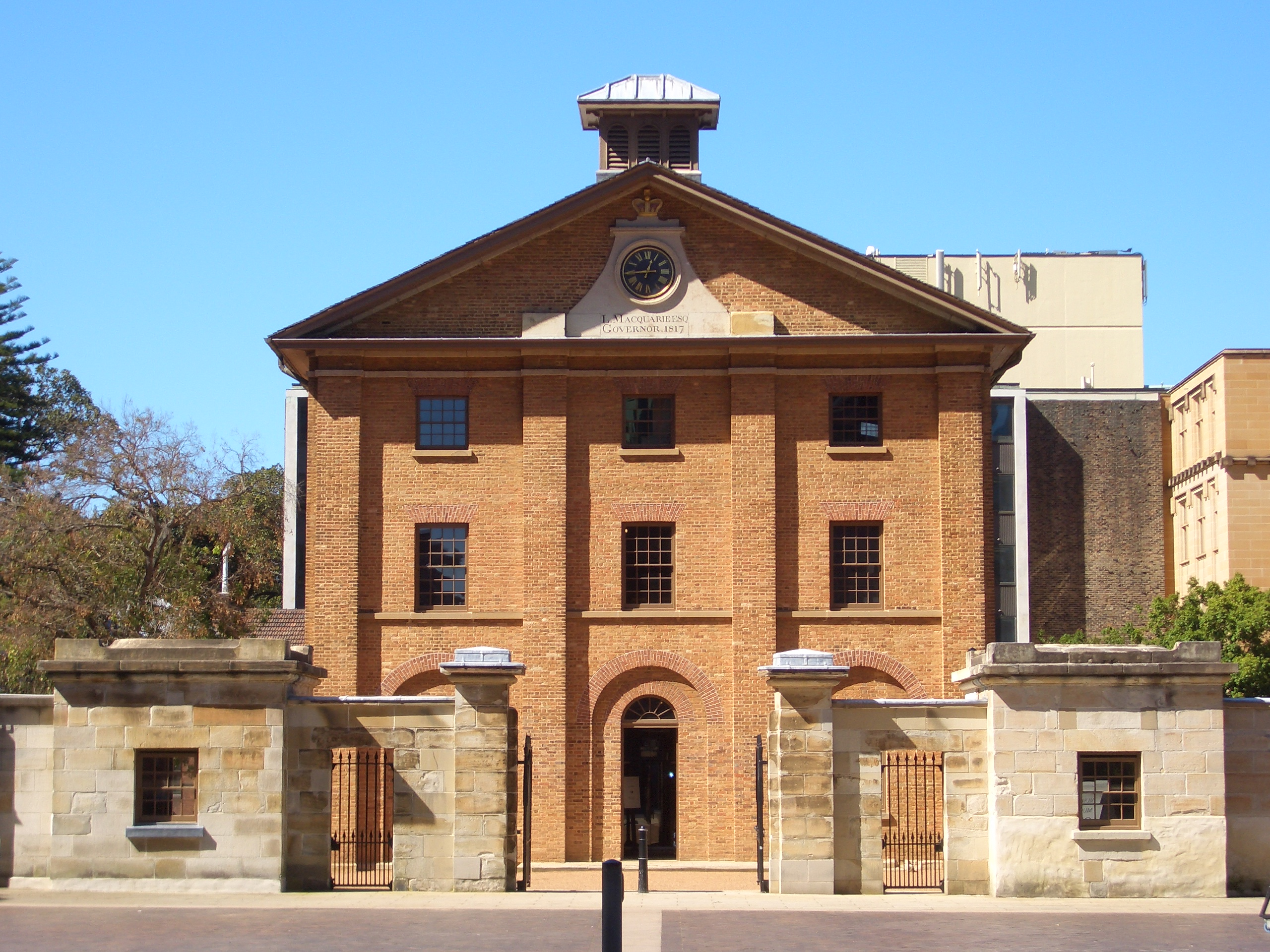
Cuarteles de Hyde Park, Sídney.
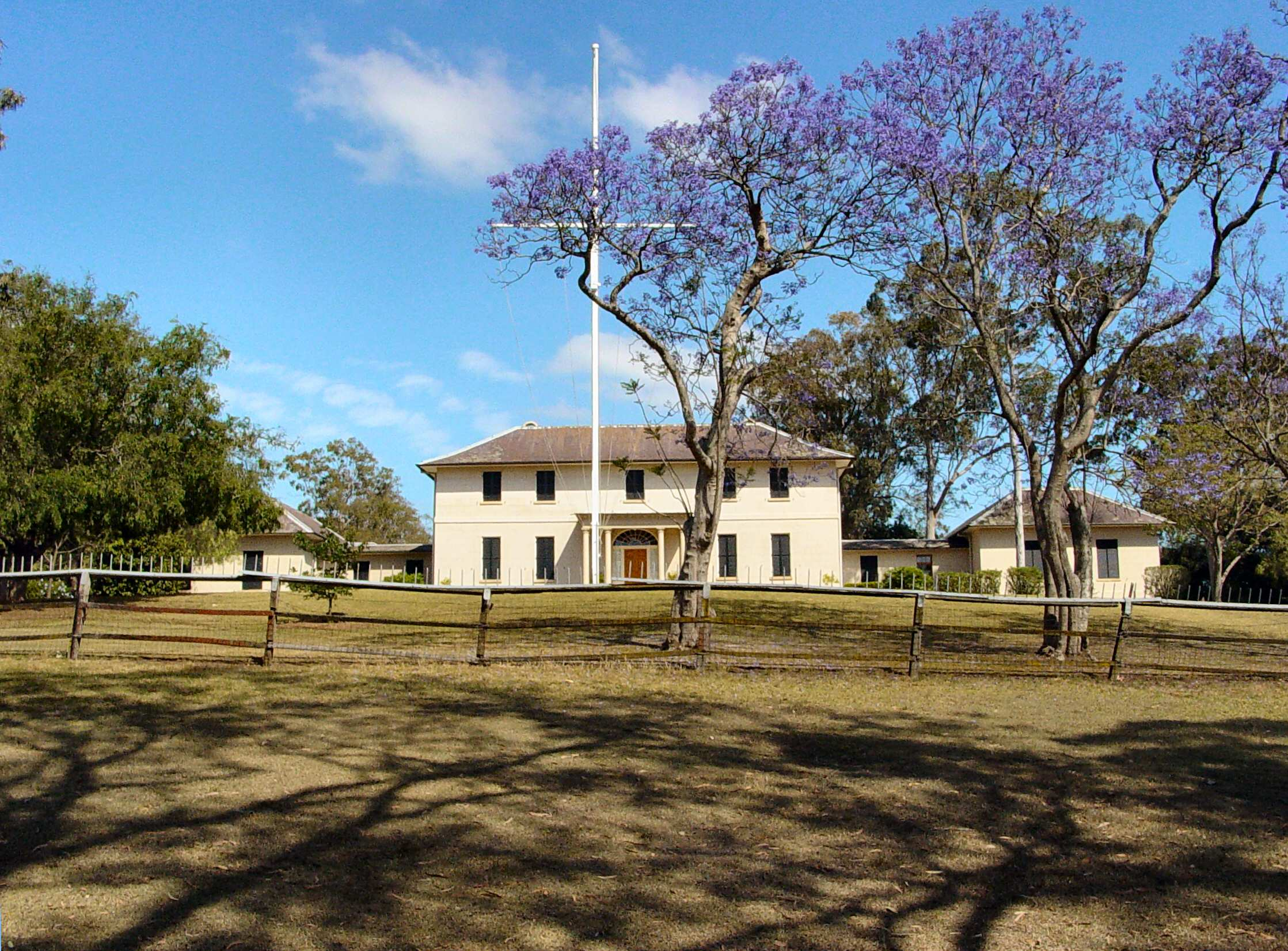
Antigua casa del Gobierno, Parramatta.
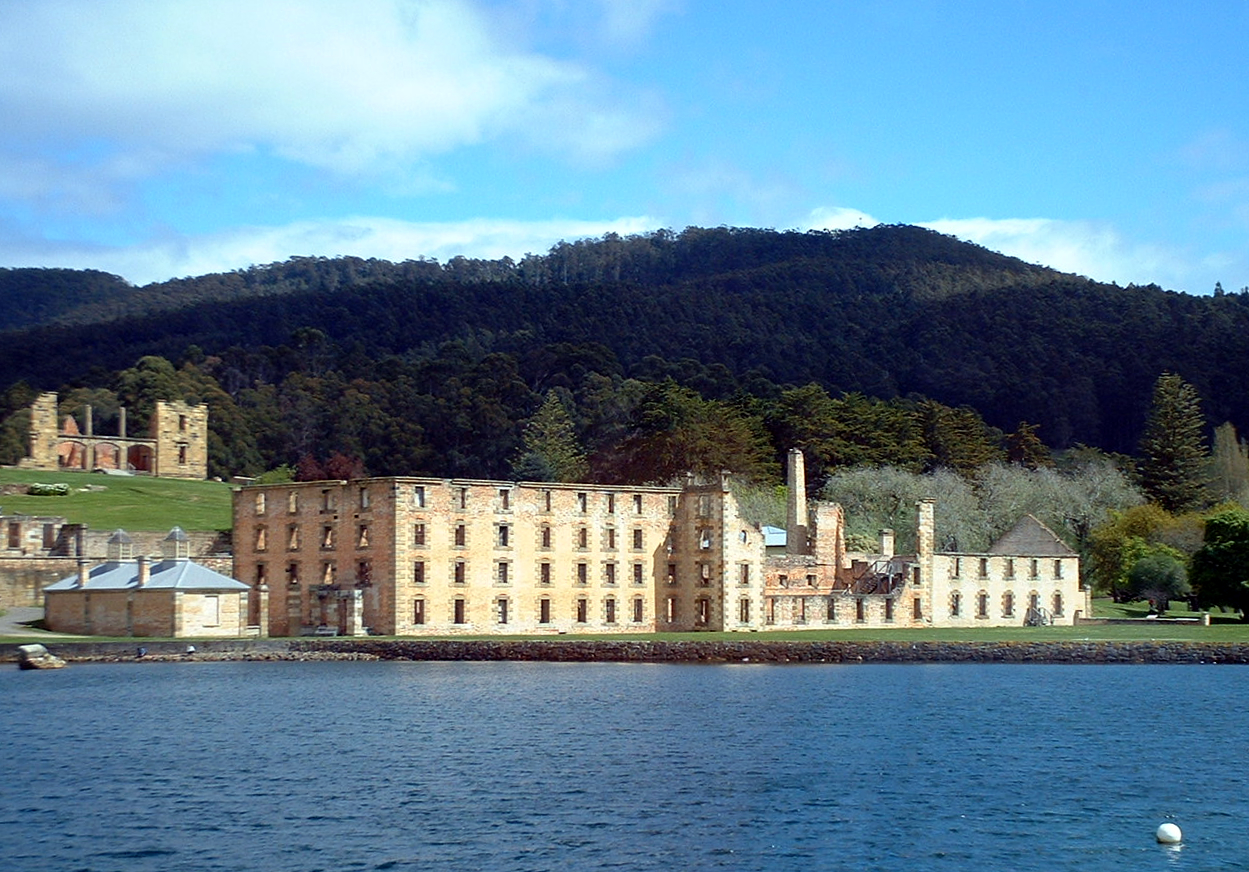
Port Arthur, Tasmania.
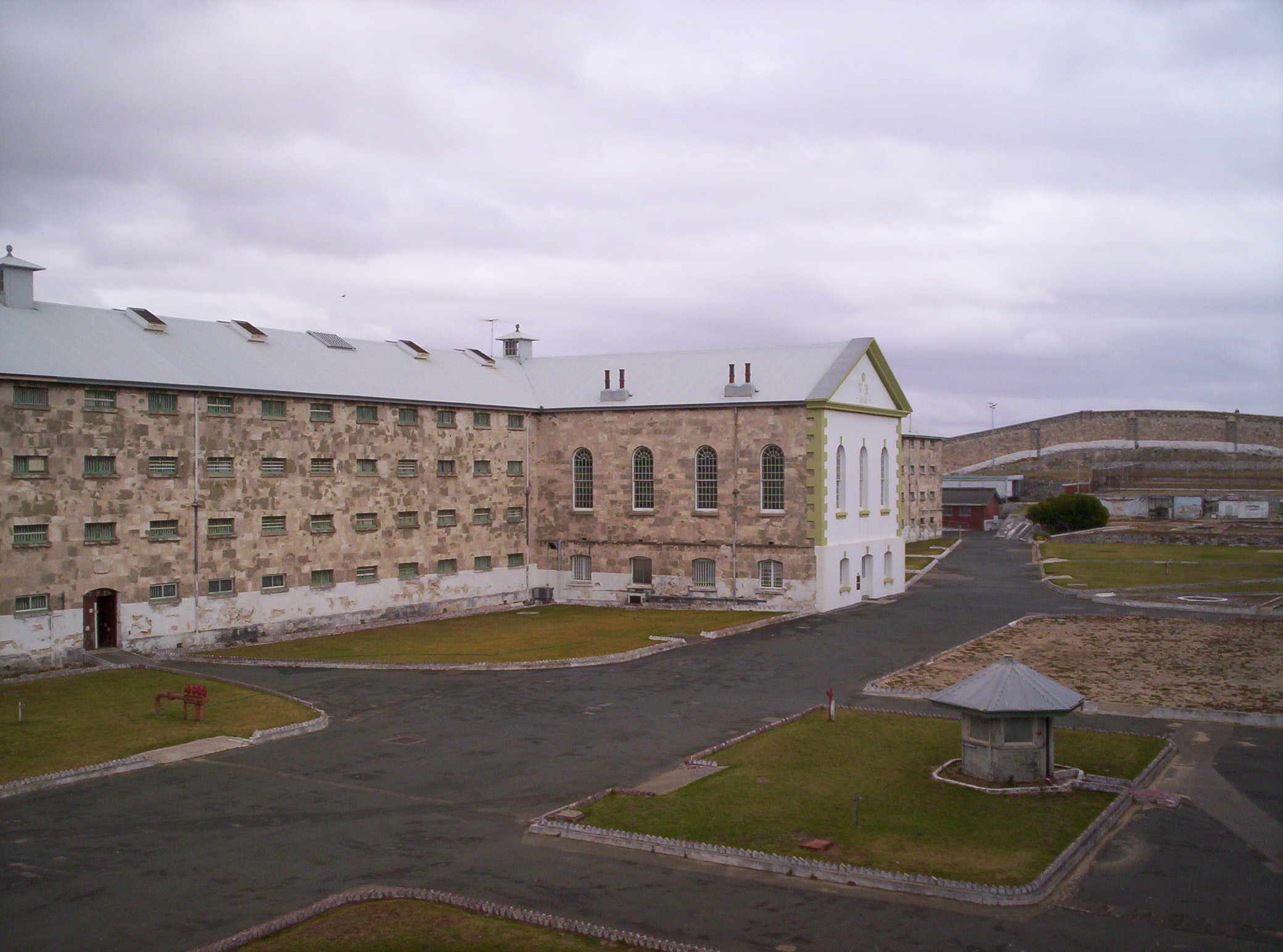
Prisión de Fremantle.